# Liste des maires de Vierzon
Cet article dresse une liste par ordre de mandat des maires de Vierzon.

## Liste des maires

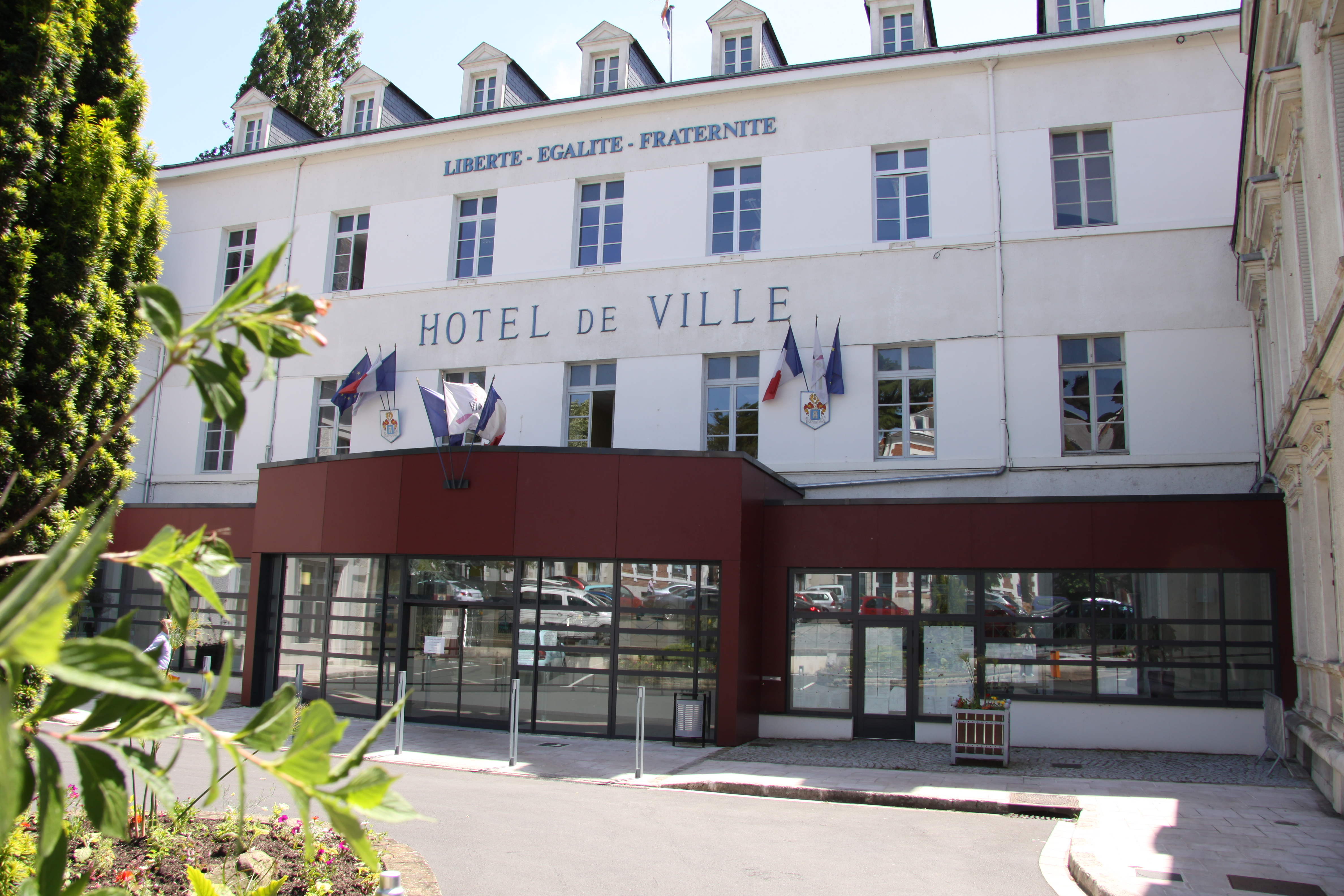
L'hôtel de ville de Vierzon.

| Période                                  | Période | Identité                                                      | Étiquette | Qualité                  |
| ---------------------------------------- | ------- | ------------------------------------------------------------- | --------- | ------------------------ |
| Les données manquantes sont à compléter. |         |                                                               |           |                          |
|                                          |         | M. (Georges) Dupré de Saint-Maur, chevalier du Saint-Sépulcre |           | Lieutenant de louveterie |

| Période                                  | Période      | Identité         | Étiquette                              | Qualité                                                          |
| ---------------------------------------- | ------------ | ---------------- | -------------------------------------- | ---------------------------------------------------------------- |
| Les données manquantes sont à compléter. |              |                  |                                        |                                                                  |
| 22 décembre 1870                         | mai 1874     | Charles Hurvoy   | républicain ("opportuniste" ou modéré) |                                                                  |
| Les données manquantes sont à compléter. |              |                  |                                        |                                                                  |
| décembre 1874                            | 1875         | Charles Hurvoy   | républicain ("opportuniste" ou modéré) |                                                                  |
| Les données manquantes sont à compléter. |              |                  |                                        |                                                                  |
| 1878                                     | mai 1884     | Charles Hurvoy   | républicain ("opportuniste" ou modéré) |                                                                  |
| Les données manquantes sont à compléter. |              |                  |                                        |                                                                  |
| 1895                                     | 1899         | Antoine Fonlupt, |                                        |                                                                  |
| Les données manquantes sont à compléter. |              |                  |                                        |                                                                  |
| 1900                                     | 1929         | Émile Péraudin   | SE                                     | Conseiller général de Vierzon (1907 → 1925) Député (1924 → 1928) |
| 1929                                     | 24 juin 1935 | Lucien Beaufrère |                                        |                                                                  |
| 1935                                     | 1937         | Émile Cendre,    |                                        |                                                                  |

| Période                                  | Période | Identité                | Étiquette                                               | Qualité                                     |
| ---------------------------------------- | ------- | ----------------------- | ------------------------------------------------------- | ------------------------------------------- |
| Les données manquantes sont à compléter. |         |                         |                                                         |                                             |
|                                          |         | Pierre Guenivet,        |                                                         |                                             |
|                                          |         | Louis-Armand Caillat    |                                                         |                                             |
| 1881                                     | 1884    | François-Xavier Darmet, | Radical "avancé", proche de Vaillant et des socialistes | Conseiller général de Vierzon (1883 → 1889) |
| 1896                                     | 1925    | Émile Bodin,            | socialiste PSR (vaillantiste)                           | Conseiller général de Vierzon (1901 → 1907) |
| 1925                                     | 1929    | Jules Béguineau,        | SFIO                                                    |                                             |
| 1929                                     | 1937    | Georges Rousseau        | PCF                                                     |                                             |

| Période                                  | Période | Identité            | Étiquette | Qualité |
| ---------------------------------------- | ------- | ------------------- | --------- | ------- |
| Les données manquantes sont à compléter. |         |                     |           |         |
|                                          |         | André Hénault       |           |         |
|                                          |         | Henri Barthélémy    |           |         |
|                                          |         | Florimond David     |           |         |
|                                          |         | Aimé Nicault        |           |         |
| 1919                                     | 1935    | Louis-Félix Chariot |           |         |
| 1935                                     | 1937    | André Collier       | PCF       |         |

| Période                                  | Période | Identité          | Étiquette | Qualité                                     |
| ---------------------------------------- | ------- | ----------------- | --------- | ------------------------------------------- |
| Les données manquantes sont à compléter. |         |                   |           |                                             |
|                                          |         | Léonard Dumont    |           |                                             |
| 1911                                     | 1917    | Louis Viger       |           |                                             |
| 1917                                     | 1919    | Blaise Jarphagnon |           |                                             |
| 1919                                     | 1924    | Étienne Nivet     |           |                                             |
|                                          | 1937    | Ernest Gazeau,    | PCF       | Conseiller général de Vierzon (1937 → 1940) |

| Période    | Période   | Identité                                                                                           | Étiquette                                                                            | Qualité                                                                                            |
| ---------- | --------- | -------------------------------------------------------------------------------------------------- | ------------------------------------------------------------------------------------ | -------------------------------------------------------------------------------------------------- |
| 1937       | 1939      | Georges Rousseau                                                                                   | PCF                                                                                  | Artisan chaudronnier                                                                               |
| 1939       | 1941      | Émile Bouleau, président de la délégation spéciale remplaçant la municipalité communiste destituée | .                                                                                    | Ingénieur municipal retraité                                                                       |
| 1941       | 1944      | Louis Boré, nommé par le gouvernement de Vichy                                                     |                                                                                      | Assureur                                                                                           |
| 1944       | 1947      | Georges Rousseau                                                                                   | PCF                                                                                  | Artisan chaudronnier                                                                               |
| 1947       | mars 1959 | Maurice Caron                                                                                      | SFIO, s'allie au MRP et au RPF                                                       | Directeur d'entreprise de porcelaine                                                               |
| mars 1959  | mars 1977 | Léo Mérigot,                                                                                       | PCF                                                                                  | Chirurgien                                                                                         |
| mars 1977  | mai 1990  | Fernand Micouraud,                                                                                 | PCF                                                                                  | Dessinateur industriel - conseiller général (1985-1992)                                            |
| mai 1990,  | mars 2008 | Jean Rousseau                                                                                      | PS puis GE puis SE (exclu du PS en 1990 pour refus d'alliance avec le PCF) puis PRG, | Instituteur, député de 1981 à 1986                                                                 |
| mars 2008, | en cours  | Nicolas Sansu,                                                                                     | PCF                                                                                  | Attaché parlementaire, conseiller général du canton de Vierzon-1, (2004-2012), député (2012-2017), |